# Kilian J. Healy
Kilian J. Healy (* 15. November 1912 in Worcester; † 18. Mai 2003) war Priester und Generalprior des Ordens der Karmeliter.

## Leben
Kilian J. Healy trat der Ordensgemeinschaft der Karmeliten bei, legte die Profess am 15. August 1931 ab und empfing am 11. August 1937 die Priesterweihe. Er wurde im September 1959 zum Generalprior des Ordens gewählt. Von seinem Amt trat er 1971 zurück.
Er nahm an allen Sitzungsperioden des Zweiten Vatikanischen Konzils teil.